# Nisha Kalema
Nisha Kalema (sinh năm 1993) là một nữ diễn viên, nhà sản xuất và nhà văn từng giành nhiều giải thưởng ở Uganda. Cô đã giành được 3 giải Nữ diễn viên xuất sắc nhất tại Giải thưởng Liên hoan phim Uganda năm 2015, 2016 và 2018 cho các vai diễn Grace trong The Tailor, Amelia in Freedom và Veronica in Veronica's Wish.

## Nghề nghiệp
Vai diễn đầu tay của Kalema là trong một bộ phim truyền hình, It Can Be, được phát sóng trên WBS TV vào năm 2014. Nhà sản xuất của It Can Be Be, Richard Mulindwa đã mời cô một vai khác trong một bộ phim, Hanged For Love, nơi cô đóng vai Jackie, một phụ nữ trẻ không may mắn trong tình yêu.
Kalema đóng vai chính trong bộ phim đột phá của cô Galz About Town vào vai Clara, thủ lĩnh của một nhóm gái mại dâm cao cấp. Cô nhận được đánh giá tích cực cho màn trình diễn của mình từ lượt xem và giới truyền thông.
Hassan Mageye, nhà sản xuất của Galz About Town, đã chọn Kalema trong vai chính Grace trong bộ phim năm 2015 của anh, The Tailor. Với The Tailor, cô đã giành được giải Nữ diễn viên xuất sắc đầu tiên của mình tại Giải thưởng Liên hoan phim Uganda 2015 với vai một người vợ vật chất bỏ chồng và con gái khi phát hiện chồng mình bị ung thư.
Kalema đã nhận được chiến thắng thứ hai cho Nữ diễn viên xuất sắc nhất tại Giải thưởng Liên hoan phim Nhật Bản 2016 cho vai diễn Amelia trong Tự do. Bộ phim đã giành được sáu giải thưởng bao gồm Phim hay nhất và Phim của năm. Kalema nhận được nhiều sự chú ý của quốc tế hơn cho vai diễn trong Freedom. Kalema và phần còn lại của dàn diễn viên dàn dựng Tự do tại Lễ hội Fringe ở Scotland và Trung tâm nghệ thuật Bernie Grant ở London vào tháng 8 năm 2017. Kalema cũng đã viết kịch bản cho bộ phim nhưng đã mất ghi công viết kịch bản của mình trên các poster quảng cáo, DVD và phát hành rạp ngay cả sau khi cầu xin nhà sản xuất.
Năm 2016, Kalema đã chơi Prossy trong Jinxed, Lee Krassner trong Ugandan Pallock và Diana trong The Only Son. Cô cũng có một vai diễn định kỳ trong phim truyền hình Yat Madit.
Năm 2018, Kalema đã sản xuất và đóng vai trò chính trong Veronica's Wish trong đó cô đóng vai một bệnh nhân ung thư. Cô đã nhận được giải thưởng Nữ diễn viên xuất sắc thứ ba cho bộ phim tại Giải thưởng Liên hoan phim Uganda 2018 và bộ phim đã giành được chín giải thưởng bao gồm Phim hay nhất, Đạo diễn xuất sắc nhất và Nam diễn viên phụ xuất sắc nhất (Nam) trở thành người chiến thắng lớn nhất.